# ووندا وارد
ووندا وارد (زادهٔ ۱۶ مارس ۱۹۷۳) یک بوکسور بازنشسته و بازیکن بسکتبال آمریکایی است. او از سال ۲۰۰۰ تا ۲۰۰۸ به رقابت در عرصه بوکس پرداخت و چندین قهرمانی جهانی سنگین‌وزن را به دست آورد، از جمله عنوان قهرمانی شورای جهانی بوکس در سال ۲۰۰۷ و همچنین، در سال ۲۰۰۴ برای کسب عنوان‌های قهرمانی سازمان جهانی بوکس و اتحادیه جهانی بوکس در سنگین‌وزن زنان با آن وولف به رقابت پرداخت و تنها شکست خود را با ضربه فنی در دور اول تجربه کرد.

## اوایل زندگی و حرفه بسکتبال
وارد در خانواده‌ای ورزشی بزرگ شد؛ پدرش، لری وارد، اسب‌دوان مشهور است.
او در دبیرستان ترینیتی در گارفیلد هایتز بسکتبال بازی می‌کرد و دو بار به عنوان «خانم بسکتبالیست» اوهایو معرفی شد. او دو بار به تیم‌های «پارادی آل امریکن» دعوت شد. دانشگاه‌ها در سراسر ایالات متحده مشتاق به جذب او بودند.
در سال ۱۹۹۱، وارد بورسیه بسکتبال را در دانشگاه تنسی پذیرفت. در دوران عضویت در تیم لیدی والز پت سامیت، او در یک مسابقه قهرمانی (۱۹۹۵) شرکت کرد و در برابر دانشگاه کانکتیکات شکست خوردند. به عنوان عضو تیم بسکتبال ایالات متحده، او در جام جونز در سال ۱۹۹۳ که مدال برنز را در تایپه کسب کرد، به رقابت پرداخت. پس از پایان دوران دانشگاهی‌اش در سال ۱۹۹۵، وارد برای یک باشگاه بسکتبال حرفه‌ای در آلمان بازی کرد و سپس به تیمکلرادو اکسپلوژن پیوست. در سال ۲۰۱۲، او به تالار افتخارات بسکتبال اوهایو وارد شد.

## حرفه بوکس
پس از اینکه شکستگی پا حرفه بسکتبال او را به پایان رساند، وارد توجه خود را به بوکس معطوف کرد.
اولین مبارزه بوکس وارد در ۱۵ ژانویه ۲۰۰۰ برگزار شد، زمانی که او فِی استفن را در دور اول در لاپورت، ایندیانا با ضربه فنی شکست داد. هر چهار مبارزه اول او با پیروزی از طریق ضربه فنی در دور اول به پایان رسید. در ۲۷ آوریل ۲۰۰۰، او با ژنوویا باکوالتر در نیویورک روبرو شد. باکوالتر اولین حریفی بود که توانست از دور اول در برابر وارد سالم خارج شود، اما وارد در دور دوم با ضربه فنی پیروز شد. پنج حریف بعدی وارد نتوانستند از دور دوم عبور کنند و دو پیروزی ضربه فنی در دور اول و سه پیروزی در دور دوم را به ثبت رساند. در این مرحله از حرفه‌اش، او دوازده پیروزی از طریق ضربه فنی به صورت متوالی داشت.
در ۲ فوریه ۲۰۰۱، او در یک جشنواره ایالتی در کلمبوس، اوهایو با کیشا اسنو روبرو شد. اسنو پس از شش مبارزه بدون شکست با وارد رو به رو شده بود و او و وارد در یک جنگ چهار دوری به مصاف هم رفتند، اما وارد اسنو را در دقیقه اول دور چهارم به دوازدهمین پیروزی ضربه فنی خود تبدیل کرد. سپس وارد در ۱۶ ژوئن با کارلی پزنت در کانزاس سیتی، میزوری روبرو شد. پزنت دو دور دوام آورد.
پس از یک پیروزی دیگر، وارد در تاریخ ۱۶ اوت ۲۰۰۲ برای کسب عنوان قهرمانی فدراسیون بین‌المللی بوکس در دسته سنگین‌وزن به رقابت پرداخت. وارد قهرمان شد، اما پیروزی‌های متوالی او با ضربه فنی پایان یافت زیرا مونیکا مک‌گووان توانست در کانتون، اوهایو به مدت ده دور دوام آورد.
وارد در ۶ دسامبر با ضربه فنی در دور هشتم در ورزشگاه گوند در کلیولند از عنوان خود به‌طور موفقیت‌آمیز دفاع کرد. در ۱ مارس ۲۰۰۳، او و مارسیا سالازار اولین بار در لاس وگاس به رقابت پرداختند. در این مبارزه، وارد توانست به پیروزی با تصمیم داوران دست یابد.
پس از یک پیروزی دیگر، وارد در تاریخ ۱۱ ژوئیه، در کانتون، با شکست سالازار در یک مبارزه، عنوان قهرمانی اتحادیه جهانی بوکس را دریافت کرد. وارد با تصمیم داوران در این مبارزه پیروز شد.
در ۸ مه ۲۰۰۴، وارد در یک مبارزه قهرمانی که به‌طور ملی پخش شد با آن وولف در بیلوکسی رقابت کرد. در دقیقه اول از دور اول، وولف با ضربه مشت راست قوی به چانه، وارد را ناک‌اوت کرد. شدت آسیب زیاد بود و باعث شد او بر روی زمین چند دقیقه بی‌حرکت بیفتد. این شکست در دور اول باعث از دست دادن عنوان‌های قهرمانی و رکورد بدون شکست او شد. وارد دچار آسیب دیدگی گردن شد زیرا هنگام سقوط با گردن به زمین برخورد کرده بود و پس از این مبارزه به بیمارستان منتقل شد.
در ۱۲ دسامبر ۲۰۰۴، وارد به دنیای بوکس بازگشت و مارشا ولی را در چهار دور در کلیولند ناک‌اوت کرد. در فوریه ۲۰۱۰، وارد عنوان قهرمانی شورای جهانی بوکس زنان را به دست آورد و برای سومین و آخرین بار با تصمیم داوران سالازار را شکست داد.
وارد در سال ۲۰۱۰ بازنشستگی خود را اعلام کرد. رکورد بوکس او شامل ۲۳ پیروزی و ۱ شکست است که از این تعداد، ۱۷ پیروزی به وسیله ضربه فنی به دست آمده است.